# 河邉美穂
河邉 美穂（かわべ みほ、1974年7月2日 - ）は、茨城県出身のアーティスティックスイミング（シンクロナイズドスイミング）選手。1996年アトランタオリンピックシンクロチーム銅メダリスト。双子の妹である河邉美佳もアーティスティックスイミング選手である。

## 略歴
5歳の時に競泳をはじめる。中学生の時に妹である美佳とデュエットでシンクロの全国大会に出場。淑徳短期大学を卒業。
1996年のアトランタオリンピックでは、9番目の補欠だったが、決勝に出場。2000年のシドニーオリンピックを目指したものの、選考を脱落。その頃、アメリカに留学しているシンクロ仲間から、シルク・ドゥ・ソレイユのことを聞き、2000年3月にオーディションを受ける。
オーディションに受かり、合宿に参加した後、日本でシンクロのコメディーショー『水の道化師』に出演。
2001年より、シルク・ドゥ・ソレイユの水中ショー『O（オー）』にパフォーマーとして出演。
2009年9月、第1子を出産。